# Hatris
Hatris es un videojuego de puzle publicado por primera vez en 1990 en arcades y en los años siguientes para las videoconsolas Nintendo Entertainment System, Game Boy y TurboGrafx-16, además de teléfonos móviles. El juego fue desarrollado por Alekséi Pázhitnov y Vladímir Pojilko para la compañía Bullet-Proof Software; ellos hacen apariciones en las versiones para videoconsolas como los ayudantes Alekséi y Vladímir.

## Sistema juego
El sistema de juego de Hatris es similar a la de Tetris, también desarrollado por Pázhitnov. El objetivo del juego consiste en apilar sombreros que caen desde la parte superior de la pantalla; al apilar cinco sombreros iguales sin ninguno diferente entre medio, estos cinco sombreros desaparecen.
La mayor dificultad del juego la presentan los diferentes tipos de sombreros y la forma en que pueden apilarse; por ejemplo, el espacio vertical que ocupa una chistera es superfluo si se apila otra chistera encima; si se ubica una gorra, esta no llegará a cubrir la chistera y se desperdiciará espacio vertical.
En las versiones para videoconsolas, cada vez que se logran hacer desaparecer (o vender, según la trama del juego) cinco pilas iguales, se gana una posibilidad de ayuda por parte de Vladímir y Alekséi: Alekséi retira sombreros de la parte inferior de una pila y Vladímir puede reordenar pilas.
En la versión arcade y en la de pc engine, cada cierto tiempo aparecen dos tipos de flamas: una roja que quema la secuencia de sombreros iguales que se encuentran en el tope de una pila, y una azul que quema toda una pila. En la versión de gameboy también aparecen las flamas, sin embargo sólo funcionan como las rojas, las cuales se acumulan ganando puntos, para posteriormente ser activadas por el jugador, mediante el botón "B".
Si algún sombrero alcanza el límite superior de la pantalla, el juego se da por terminado.